# Wilhelm Mößner
Wilhelm Mößner (* 21. März 1888 in Nabern, Oberamt Kirchheim; † 12. September 1955 in Stuttgart) war ein deutscher Politiker (SPD).

## Beruf
Wilhelm Mößner besuchte die Volksschule in Nabern, anschließend die Latein- und Realschule in Kirchheim unter Teck. Danach absolvierte er die Ausbildung für den mittleren Verwaltungsdienst, die er 1909 mit der Dienstprüfung beendete. Von Juli 1909 bis 1914 war er als Assistent bei der evangelischen Kirchenpflege in Stuttgart und bei verschiedenen Oberämtern tätig, von September 1914 bis August 1919 Ortskrankenkassenverwalter in Nürtingen. Von August 1919 bis Juni 1931 war er Bürgermeister von Münster. Nach dessen Eingemeindung nach Stuttgart war er Verwaltungsdirektor. Vom April 1932 bis Mai 1933 war er Verwaltungsvorstand des Katharinenhospitals, vom Juni 1933 bis November 1933 Amtsvorstand des Friedhofamts. Vom Mai bis August 1945 war er Leiter des Ortsamts Vaihingen und von August 1945 bis März 1954 Direktor des Personalamts der Stadt Stuttgart. 1954 trat er in den Ruhestand. Er starb 1955 in Stuttgart und fand seine letzte Ruhestätte auf dem Alten Friedhof in Stuttgart-Vaihingen.

## Politik
1928 bis 1932 war Wilhelm Mößner für den Wahlkreis Esslingen-Kirchheim-Nürtingen für die SPD Abgeordneter des Württembergischen Landtags.

## Familie
Wilhelm Mößner war der Sohn des Landwirts und Hirschwirts Johann Friedrich Mößner (1862–1920) und der Gottliebin Mößner geb. Schäfer (1862–1920), in Nabern. 1915 heiratete er Anna Agnes Müller.